# Мойола Парк (футбольный клуб)
«Мойола Парк» (англ. Moyola Park AFC) — североирландский футбольный клуб из деревни Каслдоусон, в графстве Лондондерри. В сезоне 2006/07 команда заняла 12 место в Первом дивизионе, набрав всего 13 очков из 66 возможных и вылетев во Второй дивизион.

## Первый кубок Ирландии
18 ноября 1879 году для организации соревнований на территории всей Ирландии была создана Ирландская футбольная ассоциация, первым решением которой было создание Кубка Ирландии. Розыгрыш первого Кубка стартовал 5 февраля 1880 года, в нем участвовали 7 команд, в том числе и «Мойола Парк». В первом раунде «Мойола» переиграла «Эйвонил», в полуфинале — «Александер». В финале же, который прошел на крикетном поле «Клифтонвилл» в Белфасте, при полутора тысячах зрителей был обыгран местный «Клифтонвилл», единственный мяч на 75 минуте забил Уильям Морроу. Таким образом «Мойола Парк» стал первым победителем первого официального турнира в Ирландии, этот успех остается единственным значимым в истории клуба.

## Достижения
- Кубок Ирландии
  - Обладатель: 1880/81
- Второй Чемпионшип
  - Победитель: 2001/02
- Юношеский Кубок Ирландии
  - Обладатель: 1972/73, 1973/74